# Philippines aux Jeux olympiques de la jeunesse d'hiver de 2012
Les Philippines ont participé aux Jeux olympiques de la jeunesse d'hiver de 2012 à Innsbruck en Autriche du 13 au 22 janvier 2012. L'équipe philippine était composée de deux athlètes dans deux sports.

## Résultats

### Ski alpin
Les Philippines ont qualifié un athlète en ski alpin. Abel Tesfamariam est un philippo-érythréen vivant en Suisse.
Homme
| Athlète          | Épreuve      | Finale        | Finale          | Finale          | Finale          |
| Athlète          | Épreuve      | Manche 1      | Manche 2        | Total           | Rang            |
| ---------------- | ------------ | ------------- | --------------- | --------------- | --------------- |
| Abel Tesfamariam | Slalom       | 52 s 02       | N'a pas terminé | N'a pas terminé | N'a pas terminé |
| Abel Tesfamariam | Slalom géant | 1 min 10 s 20 | 1 min 04 s 13   | 2 min 14 s 33   | 37              |

### Patinage artistique
Les Philippines ont qualifié 1 athlète.
Homme
| Athlète(s)                 | Épreuve    | PC/DO  | PC/DO | PL/DL  | PL/DL | Total  | Total |
| Athlète(s)                 | Épreuve    | Points | Rang  | Points | Rang  | Points | Rang  |
| -------------------------- | ---------- | ------ | ----- | ------ | ----- | ------ | ----- |
| Michael Christian Martinez | Individuel | 54,35  | 3     | 97,25  | 7     | 151,60 | 7     |